# 約爾丹·艾爾法瑞茲
約爾丹·魯本·艾爾法瑞茲（西班牙語：Yordan Ruben Álvarez，1997年6月27日—），為美國職棒大聯盟的指定打擊與外野手，目前效力於休士頓太空人。他的身高196公分，體重102公斤，為右投左打的選手。

## 職業生涯

### 休士頓太空人

#### 2019年
6月9日，艾爾法瑞茲登上大聯盟。他在初登板就敲出2分砲，下一場比賽又敲出全壘打，成為太空人隊史首位生涯前兩戰都開轟的球員。之後他成為第四位生涯前五戰敲出4轟的選手，6月23日，他在生涯第12場比賽敲出第7轟。不僅刷新了隊史紀錄，更是史上首位前12場比賽打回16分打點的球員。6月和7月，他都拿下美聯單月最佳球員，也是太空人第一位連莊此獎的選手。
8月10日，艾爾法瑞茲達成生涯首次單場三響砲。他在生涯前45場比賽累積51分打點，球隊單場拿下23分也刷新隊史紀錄。9月9日，他超越卡洛斯·柯瑞亞成為太空人隊史單季最多轟的新人。整季他的打擊率為3成13，並敲出27轟與75分打點。最終全票通過拿下美聯新人王。他的OPS高達1.067，超越1911年由無鞋喬·傑克森所保持的1.058OPS新人紀錄。
然而他在季後賽上的表現相當慘澹，國聯冠軍賽面對洋基隊22個打數僅敲出1支安打。他在世界大賽第5戰成功開轟，也是他在季後賽的唯一一轟。

#### 2020年
艾爾法瑞茲在開季就確診COVID-19。後來他在8月份康復，但只打了2場比賽，他便去動了膝蓋手術，導致整季報銷。

#### 2021年
5月7日，艾爾法瑞茲敲出生涯第100分打點。他只花了114場比賽便達成此紀錄，為大聯盟史上第7快。9月13日，他敲出單季第30轟。9月23日，他打回單季第100分打點。該年他的打擊率為2成77，並敲出全隊最多的33轟與104分打點。而他也在這年第二次入選年度第二隊的指定打擊。
美聯冠軍賽第五場，他單場打回3分打點。第六場，他更是單場敲出4支安打，包含2支二壘安打和一支三壘安打。他在系列賽的打擊率高達5成22，寫下單一球員在聯盟冠軍賽的打擊率紀錄。而他的OPS更是高達1.408，最終他拿下美聯冠軍賽MVP，為古巴棒球史上第四位拿下此獎的球員。

## 外部連結
- 球員資訊和成績在MLB ，ESPN ，Retrosheet ，Baseball Reference ，Baseball Reference (Minors) ，Fangraphs ，The Baseball Cube （英文）